# Tobias Schliessler
Tobias A. Schliessler (Baden-Baden, 5 novembre 1958) è un direttore della fotografia tedesco.

## Biografia
Nato in una famiglia del ceto medio di Baden-Baden, cresce a stretto contatto con il processo di lavorazione cinematografica: suo padre Martin era un appassionato di alpinismo che realizzava documentari delle proprie scalate, mentre sua madre Anemone ne era la montatrice e spesso coinvolgeva il figlio alla moviola. Leggendo le riviste specializzate del padre, Schliessler decide di dedicarsi alla fotografia cinematografica, mentre i film con Steve McQueen e Paul Newman, e più tardi la miniserie televisiva di Rainer Werner Fassbinder Otto ore non sono un giorno, alimentano la sua passione verso la settima arte.
All'età di vent'anni si trasferisce a Vancouver, laureandosi in cinema alla Simon Fraser University e cominciando a lavorare nell'industria cinematografica canadese in film indipendenti e per la TV.
Si fa notare per la prima volta nel 1995 con la fotografia de L'inferno nello specchio (Candyman 2), che segna anche la prima delle numerose collaborazioni col regista Bill Condon. Il risultato fotograficamente più apprezzato di questo sodalizio sarà il seguente Dreamgirls (2006). Ad Hollywood, un'altra collaborazione degna di nota è quella col regista Peter Berg, del quale Schliessler ha diretto la fotografia di sette lungometraggi a partire dal 2003, tra cui Hancock, Battleship e Lone Survivor, per il cui stile minimale e semi-documentaristico ha ricevuto lodi da parte della critica.
È membro dell'American Society of Cinematographers.

## Filmografia

### Cinema
- My Kind of Town, regia di Charles Wilkinson (1984)
- The Top of His Head, regia di Peter Mettler (1989)
- Quarantine, regia di Charles Wilkinson (1989)
- Il Natale di Tommy (Angel Square), regia di Anne Wheeler (1990)
- Chain Dance - Sotto massima sicurezza (Chaindance), regia di Allan A. Goldstein (1991)
- South of Wawa, regia di Robert Boyd (1991)
- In trappola (Lighthouse), regia di Paul Tucker (1991)
- Il ragazzo pon pon (Anything For Love), regia di Michael Keusch (1993)
- Bulletproof Heart, regia di Mark Malone (1994)
- Double Cross - Doppio inganno (Double Cross), regia di Michael Keusch (1994)
- Max, regia di Charles Wilkinson (1994)
- L'inferno nello specchio (Candyman 2) (Candyman: Farewell to the Flesh), regia di Bill Condon (1995)
- Premonizione omicida (Dream Man), regia di René Bonnière (1995)
- Free Willy 3 - Il salvataggio (Free Willy 3: The Rescue), regia di Sam Pillsbury (1997)
- Hoods - Affari di famiglia (Hoods), regia di Mark Malone (1998)
- The Guilty - Il colpevole (The Guilty), regia di Anthony Waller (2000)
- Bait - L'esca (Bait), regia di Antoine Fuqua (2000)
- Il tesoro dell'Amazzonia (The Rundown), regia di Peter Berg (2003)
- Friday Night Lights, regia di Peter Berg (2004)
- Dreamgirls, regia di Bill Condon (2006)
- Hancock, regia di Peter Berg (2008)
- Pelham 123 - Ostaggi in metropolitana (The Taking of Pelham 123), regia di Tony Scott (2009)
- Battleship, regia di Peter Berg (2012)
- Il quinto potere (Fifth Estate), regia di Bill Condon (2013)
- Lone Survivor, regia di Peter Berg (2013)
- Mr. Holmes - Il mistero del caso irrisolto (Mr. Holmes), regia di Bill Condon (2015)
- Boston - Caccia all'uomo (Patriots Day), regia di Peter Berg (2016)
- La bella e la bestia (Beauty and the Beast), regia di Bill Condon (2017)
- Nelle pieghe del tempo (A Wrinkle in Time), regia di Ava DuVernay (2018)
- L'inganno perfetto (The Good Liar), regia di Bill Condon (2019)
- Spenser Confidential, regia di Peter Berg (2020)
- Ma Rainey's Black Bottom, regia di George C. Wolfe (2020)
- Palmer, regia di Fisher Stevens (2021)
- The Adam Project, regia di Shawn Levy (2022)
- Rustin, regia di George C. Wolfe (2023)
- Kiss of the Spider Woman, regia di Bill Condon (2025)

### Televisione
- The Ray Bradbury Theater – serie TV, 3 episodi (1989)
- Mom P.I. – serie TV, episodio 1x01 (1990)
- Neon Rider – serie TV, episodio 1x12 (1990)
- Delitti secondo copione (Writer's Block), regia di Charles Correll – film TV (1991)
- Experiment - Due destini in gioco (Duplicates), regia di Sandor Stern – film TV (1992)
- Una donna in trappola (Sexual Advances), regia di Donna Deitch – film TV (1992)
- The Heights – serie TV, 9 episodi (1992)
- Born to Run, regia di Albert Magnoli – film TV (1993)
- Vittima di un amore (Sin and Redemption), regia di Neema Barnette – film TV (1994)
- Green Dolphin Beat, regia di Tommy Lee Wallace – film TV (1994)
- The Limbic Region, regia di Michael Pattinson – film TV (1996)
- Mandela and de Klerk, regia di Joseph Sargent – film TV (1997)
- Volcano - Senza via di scampo (Volcano: Fire on the Mountain), regia di Graeme Campbell – film TV (1997)
- La fuga (The Escape), regia di Stuart Gillard – film TV (1997)
- Vite violate (Outrage), regia di Robert Allan Ackerman – film TV (1998)
- The Long Way Home, regia di Glenn Jordan – film TV (1998)
- Ripensando a quella notte (Legalese), regia di Glenn Jordan – film TV (1998)
- The Big C – serie TV, episodio 1x01 (2013)
- Ballers – serie TV, episodio 1x01 (2015)
- Tutta la luce che non vediamo (All the Light We Cannot See) - miniserie TV, 4 puntate (2023)

### Videoclip
- Addicted – Enrique Iglesias (2003)